# Єлисеєв Олександр Якимович
Олекса́ндр Яки́мович Єлисе́єв (Єлисєєв) (29 липня (10 серпня) 1887, Твер, Російська імперія — 7 грудня 1968, Харків, УРСР) — вчений-криміналіст, один з піонерів радянської криміналістики, почеркознавець, перший начальник науково-технічного відділу Головного управління міліції та розшуку УРСР (1923).

## Біографія
Народився 29 липня (10 серпня) 1887 року в Твері.
У 1905 році закінчив Плоцьку гімназію в Польщі. З 1907 по 1909 навчався на вищих економічних курсах у Санкт-Петербурзі.
З 1910 року працював у судових, митних і фінансових установах Плоцька, Варшави, Твері. З 1920 по 1921 — у політвідділі Південно-західного фронту. З 1921 — завідувач губернських відділів червоної інспекції у Харкові та Миколаєві. З 1922 по 1923 — старший інспектор Українського митного округу в Харкові. З 1923 по 1928 — завідувач науково-технічного відділу головного управління міліції Харкова. Водночас завідувач секції (1925—1929) та відділу (1934—1941, 1944—1952) ідентифікації, заступник директора (1934—1941).
З 1940 по 1941 навчався у Марксо-Ленінському вечірньому університеті в Харкові. За сумісництвом з 1935 по 1941 і з 1944 по 1948 викладав курс криміналістики у Харківському юридичному інституті. З 1952 по 1964 рік працював старшим науковим співробітником Харківського НДІ судових експертиз.
З 1964 року на пенсії. Помер 7 грудня 1968 року в Харкові.

## Наукова робота
Досліджував проблеми криміналістики й судової експертизи.

### Основні праці
За ЕСУ:
- Руководство регистрационно-дактилоскопическим бюро милиции и уголовного розыска У.С.С.Р. —  Х., 1924;
- Збирання і закріплення різних слідів при розслідуванні злочинів // Червоне право. — 1928.м № 13—14;
- Методическое письмо о судебно-графической экспертизе. — Х., 1947;
- Криминалистическая экспертиза подписей // Проблемы криминалистики и судеб. экспертизы: Сб. науч. работ. — Х., 1948;
- Установление личности по искаженному почерку // Практика криминалист. экспертизы. — Х., 1959. — Бюл. № 11.[3]

За ЮрЕ:
- «Керівництво для реєстраційно-дактилоскопічного бюро міліції і кримінального розшуку УСРР» (1924),
- «Злочин і експертиза почерку» (1928),
- «Огляд місць злочинів» (1936),
- «Пил і бруд як докази» (1937),
- «Про судово-графічну експертизу» (1939),
- «Дрібні частки як речові докази» (1940),
- «Криміналістична експертиза підписів» (1948),
- «Підпис як почерковий нарис» (1958),
- «До історії виникнення радянської криміналістики на Україні» (1967).[1]